# Aulacigaster falcata
Aulacigaster falcata är en tvåvingeart som beskrevs av Papp 1997. Aulacigaster falcata ingår i släktet Aulacigaster och familjen Aulacigastridae.
Artens utbredningsområde är Ungern. Inga underarter finns listade i Catalogue of Life.